# 東京ガス富里供給所
東京ガス富里供給所（とうきょうガスとみさときょうきゅうじょ）は、千葉県富里市のガス供給所である。スイカ柄のガスホルダー（ガスタンク）があり、富里地域のシンボルとして住民に親しまれていた。

## 概要
所在地は、富里市中沢269である。1998年（平成10年）、建設工事が開始される。ガスを安定的に供給することを目的として、千葉ガス（現在の東京ガス）によって建設された。
千葉ガスは、ガス供給所の建設に際して建設地の近隣住民から苦情が発生することを懸念し、ガスホルダーの外装に関して富里町（現在の富里市）に相談し、同町の特産品がスイカであることから親しみやすく、景観にもなじむとの理由でスイカ柄のデザインを施すこととし、デザインの構想は千葉ガスと同町とによって共同で進められた。2000年（平成12年）6月、建設工事が完成される。
ガスホルダーは鋼板でできており、球形をしていた。ガスホルダーの外装には、緑色の下地に黒色の縦の線が10本入ったスイカ柄の塗装が施されていた。支柱も含めた高さは37メートルであり、支柱も含めた重量は、およそ1,200トンであった。球の内径は33.8メートルであり、鋼板の厚さは3.6センチメートルであった。内容量は、2万218立方メートルであり、これはおよそ6,000世帯の1か月分の使用量に相当する。

## 解体
2016年（平成28年）に千葉ガスが東京ガスに統合されると、ガスの導管網の整備事業が進められた結果、ガスホルダーの必要性がなくなり、解体されることが2018年（平成30年） に決定された。地域のシンボルがなくなることを受けて富里市は、東京ガスに対して、施設の保存や解体の時期の延期を求める内容の嘆願書を提出した。その結果、解体時期はおよそ1年ほど延期された。
2019年（平成31年）3月、ガスホルダーの内部のガスがすべて抜かれ、経済産業省にガス工作物の廃止届が提出される。2020年（令和2年）11月、解体作業が開始される。解体作業は、「リンゴ皮むき工法」と呼ばれる方法によって行われた。2021年（令和3年）3月、解体作業が完了される（予定）。